# Descongélate
«Descongélate» es una canción interpretada por el grupo español Alaska y Dinarama, incluida en su quinto álbum de estudio, Fan fatal (1989). La compañía Hispavox la público en septiembre de 1989 como tercer y último sencillo del álbum. Compuesta por Carlos Berlanga y Nacho Canut, y producida por Rebeldes sin pausa. Con su adaptación al estilo house, Alaska y Dinarama sorprendieron al público, ya que este se convirtió en el penúltimo sencillo del grupo, destacándose por su característico sonido más cercano al acid.
En 2007, aprovechando los conciertos realizados por Fangoria, interpretaron la canción para su álbum en directo ¡Viven!, y posteriormente la regrabarían para su álbum recopilatorio El paso trascendental del vodevil a la astracanada (2010), con un sonido más electrónico.

## Lanzamiento
La canción fue lanzada inicialmente como sencillo promocional y más tarde como maxisencillo, que incluía varias versiones remezcladas, como «Descongélate (durante 5,55 a 75°)», «Descongélate (durante 5,34 a 100°)» y «Descongélate (durante 3,58 a 40°)». En el diseño de la portada aparece el logotipo del grupo de esa época, junto con una imagen de un corazón de hielo derritiéndose bajo la luz de una lámpara. Esta portada fue diseñada por Carlos Berlanga.

## Vídeo musical
En una gala celebrada en Londres, donde se reunían los más destacados representantes del género acid house de cada país, Alaska y Dinarama acudieron con el objetivo de representar a España, siendo el único grupo español presente en el evento. Aprovechando la oportunidad, decidieron grabar un videoclip para «Descongélate». 
La grabación se llevó a cabo en el mismo contexto de la gala, y la trama del video se destacó por su originalidad. En él, se muestra un primer plano de un hombre tirado en el suelo, quien, con una garra, intenta romper un bloque de hielo que encierra un corazón congelado. A lo largo del videoclip, se alternan imágenes de los tacones plateados de Alaska mientras camina, y el video culmina con un momento en el que ella coloca su tacón sobre el bloque de hielo. Además, en varias partes del video, Alaska aparece junto a los miembros de su banda realizando un sensual striptease en una barra, vistiendo diversos atuendos, entre los que destaca un catsuit de látex rojo, mientras al fondo se proyecta un croma con llamas ardientes.

## Lista de canciones y formatos
| Sencillo de 7" |                |          |  |
| N.º            | Título         | Duración |  |
| 1.             | «Descongélate» | 3:58     |  |
| 2.             | «Descongélate» | 3:58     |  |

| Maxisencillo de 12" |                                      |          |  |
| N.º                 | Título                               | Duración |  |
| 1.                  | «Descongélate» (Durante 5'55 A 75°)  | 5:55     |  |
| 2.                  | «Descongélate» (Durante 5'34 A 100°) | 5:34     |  |
| 3.                  | «Descongélate» (Durante 3'58 A 45°)  | 3:58     |  |